# Neillia sinensis
Neillia sinensis là loài thực vật có hoa trong họ Hoa hồng. Loài này được Oliv. mô tả khoa học đầu tiên năm 1886.

## Hình ảnh

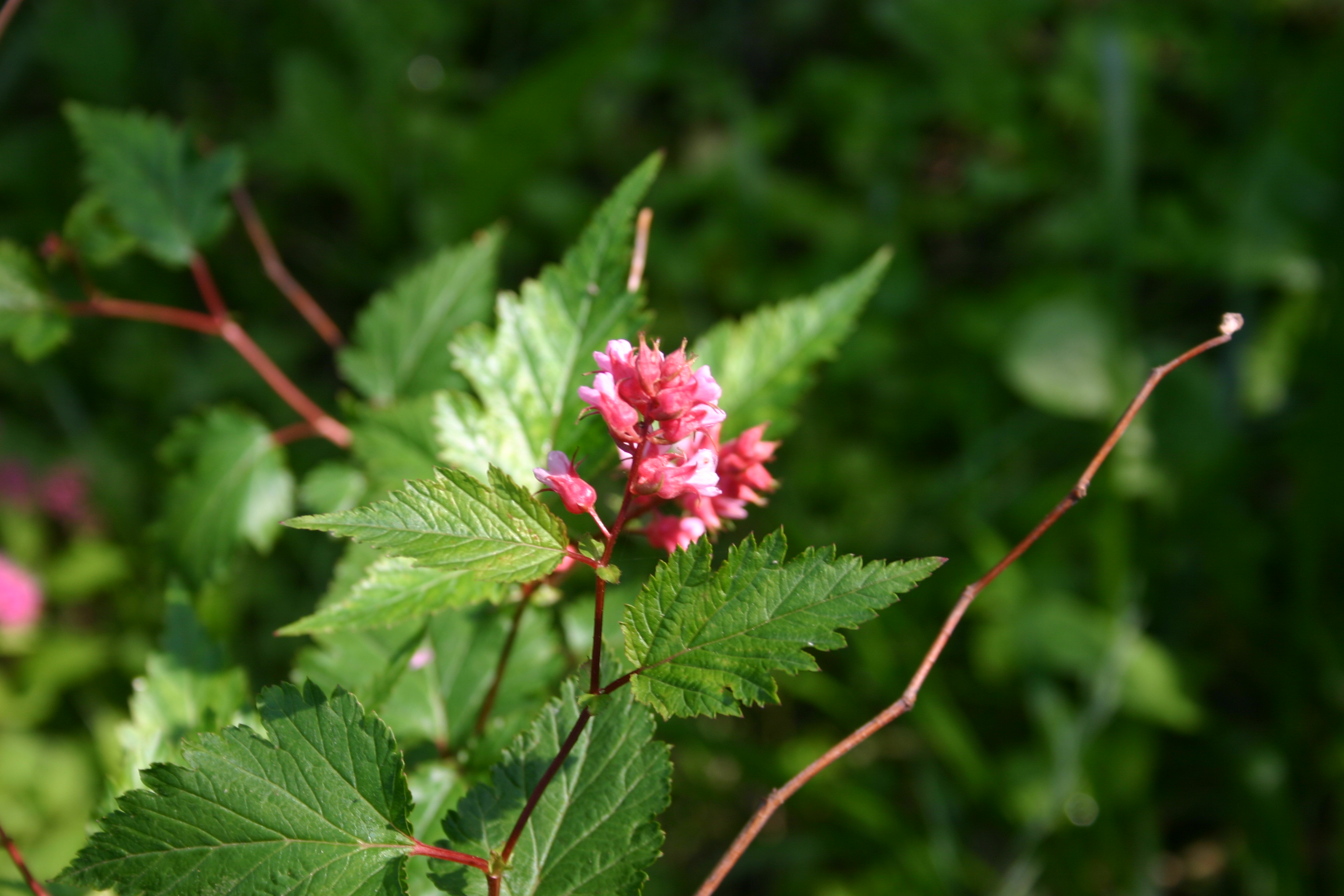
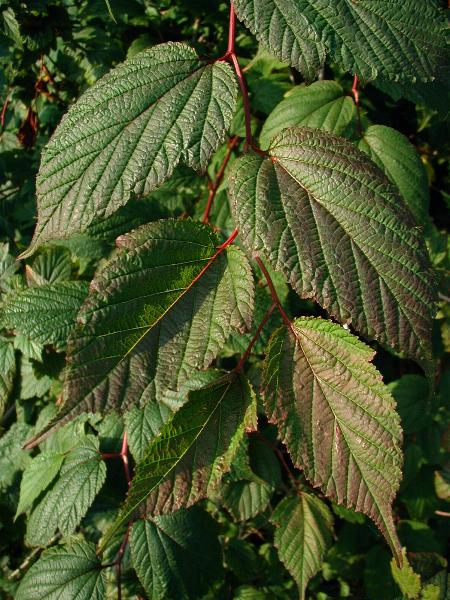